# SPÖ Vorarlberg
Die SPÖ Vorarlberg ist die Landesorganisation der Sozialdemokratischen Partei Österreichs (SPÖ) im österreichischen Bundesland Vorarlberg. Sie war bis 1974 als Juniorpartner der ÖVP Vorarlberg in der Vorarlberger Landesregierung vertreten und stellte in dieser Zeit einen Landesrat. Seit 1974 befindet sich die SPÖ Vorarlberg in der Opposition. Die Partei hat ihren Sitz in der Bregenzer St.-Anna-Straße 1.
Seit der Landtagswahl in Vorarlberg 2024 verfügt die SPÖ Vorarlberg über 3 Mandate im Vorarlberger Landtag.

## Geschichte

### Vor dem Ersten Weltkrieg
Nach der Revolution 1848 entwickelten sich in Vorarlberg zwei unterschiedliche politische Richtungen. Eine konservativ-klerikale Bewegung die sich vor allem aus dem hohen Klerus und den vermögenden Bauern rekrutierte und zum anderen die demokratische Richtung, deren Mitglieder sich vor allem im Bürgertum, den armen Bauern und dem niederen Klerus fanden. Aus der demokratischen Bewegung entwickelte sich langsam die Liberalen, wodurch der nieder Klerus und konservative Kreise von dieser Richtung sich abwandten und die Liberalen auch immer mehr einen antiklerikalen Kurs einschlugen. Es kam als Gegenbewegung zur Gründung von politischen, katholisch-konservativen Kasinos. 1870 kam es zum politischen Sturz der liberalen Partei im Vorarlberger Landtag und seither – bis heute – ist die katholisch-konservative Ausrichtung die vorherrschende. Ursprünglich bildete die Arbeiterschaft dabei einen Verbündeten der Liberalen und des Bürgertums, dies änderte sich jedoch, als diese insbesondere wirtschaftliche und soziale Interessen nur noch der Vermögenden wahrnahmen und sich die konservativ-katholischen Kreise der Sozialen Frage zugunsten der Arbeiterschaft auf der Grundlage der christlichen Ethik zuwandten.
Die Hauptbereich der Entwicklungsziele der Arbeiterschaft in Vorarlberg war, wie im Rest von Europa, darauf gerichtet,
- die Bildung und Fortbildung der Arbeiter voranzubringen (z. B. durch Arbeiterfortbildungsvereine),
- eine günstigere wirtschaftliche Situation der Arbeiterschaft zu erreichen (z. B. durch Gewerkschaften),
- eine politische Mitbestimmung der Arbeiterschaft zu sichern (z. B. durch Parteien).[2]

Die Ursprünge sozialistischen Denkens in Vorarlberg findet sich daher in diesen drei Bereichen, ausgehend unter anderem von den Ideen von Ferdinand Lassalle (1825–1864) und anderen Vordenkern, z. B. in Vorarlberg auch beim Gerichtsadjunkten Kaspar Moosbrugger (1830–1917) und dessen Schwager Franz Michael Felder (1839–1869). Beide waren bereits in Vorarlberg deswegen Anfeindungen ausgesetzt und es wurde von der Polizei und Statthalterei befürchtet, es würde sich nach und nach eine sozialdemokratische Partei bilden, wenn nicht streng dagegen von der Behörde und Geistlichkeit vorgegangen würde. Sie gründeten 1867 die frühsozialistische Vorarlberg’sche Partei der Gleichberechtigung und forderten u. a. allgemeines und geheimes Wahlrecht. 1869 rief Kaspar Moosbrugger im Vorarlberger Volksblatt erneut zur Gründung von Arbeiterbildungsvereinen auf.
Mit der Dezemberverfassung des Jahres 1867 wurde die Gründung von unpolitischen Arbeiterbildungsvereinen auch in Österreich legal, wodurch das politische Bewusstsein der österreichischen Arbeiterklasse – auch in Vorarlberg – wesentlich auf- und ausgebaut wurde. Der älteste Arbeiterbildungsverein dürfte dabei 1869 in Bregenz gegründet worden sein, wobei zu Beginn das liberale Bürgertum selbst diesen Vereinen positiv gegenüberstand oder diese sogar selbst (mit-)begründete. Diese Vereine wandten sich jedoch rasch von den liberalen Tendenzen ab und marxistischen Ideen zu. 1869 erzwang die Arbeiterschaft in Österreich auch das Koalitionsrecht, wodurch jedoch wiederum eine erste Verfolgungswelle gegen diese einsetzte und die Arbeiterbewegung teilweise in die Illegalität getrieben wurde, teilweise in anarchistisches Fahrwasser geriet und mit dem Anarchistengesetz 1886 noch weiter unterdrückt und in die Illegalität getrieben wurde. Am 25. Juli 1877 verfügte der damalige Statthalter in Tirol, Eduard Taaffe, die Auflösung der meisten Arbeiterbildungsvereine in Vorarlberg. Die Tätigkeit der Arbeiterbildungsvereine und der sozialistischen Partei unterlag auch nach deren Neugründungen strenger polizeilicher Überwachung. Schikanen seitens der Behörden waren nicht selten. Wurde Unternehmern die Mitgliedschaft in solchen Vereinen bekannt, drohte die sofortige Entlassung.

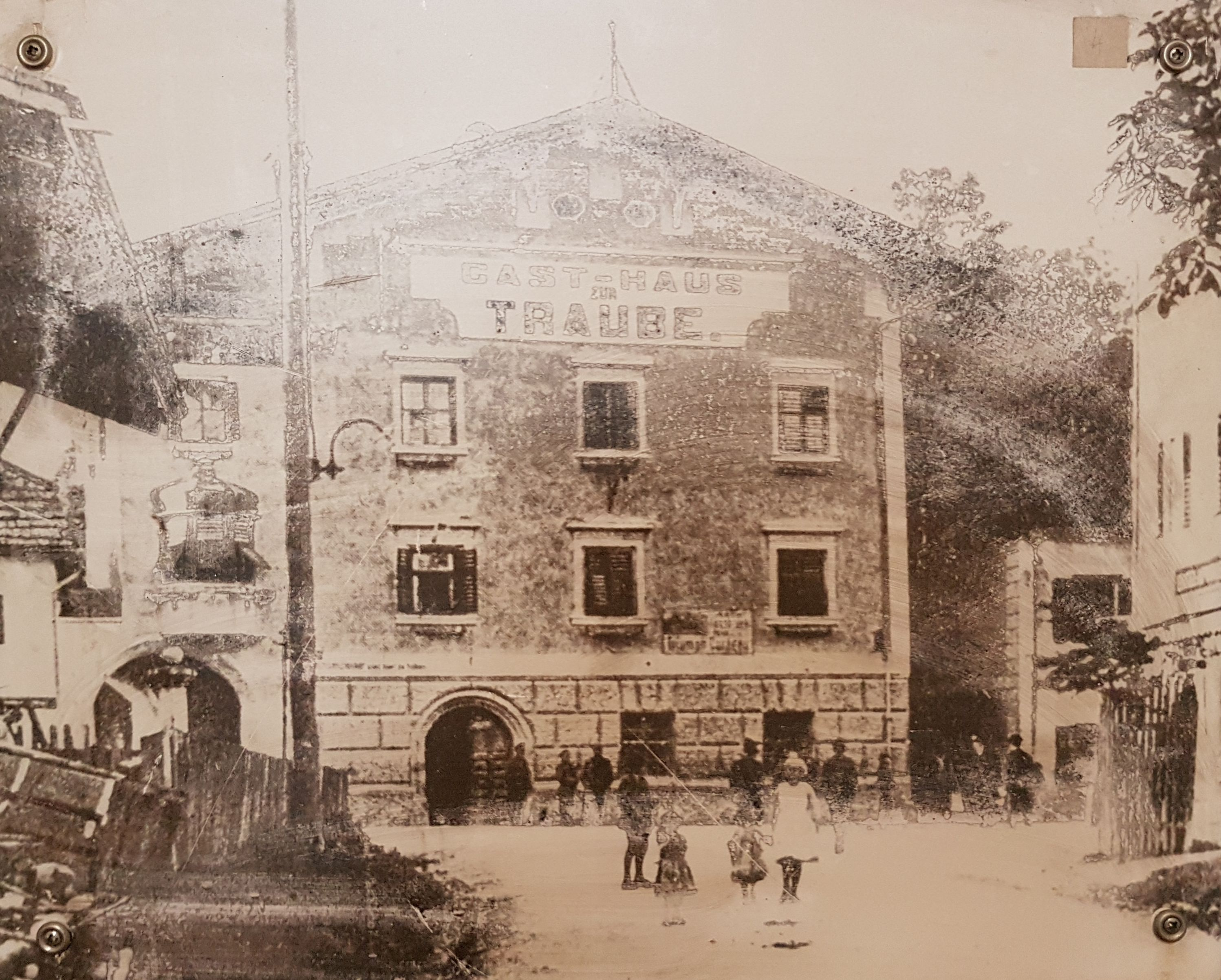
Das Gasthaus Traube in Telfs, Gründungsort der sozialistischen Landesorganisation Tirol-Vorarlberg

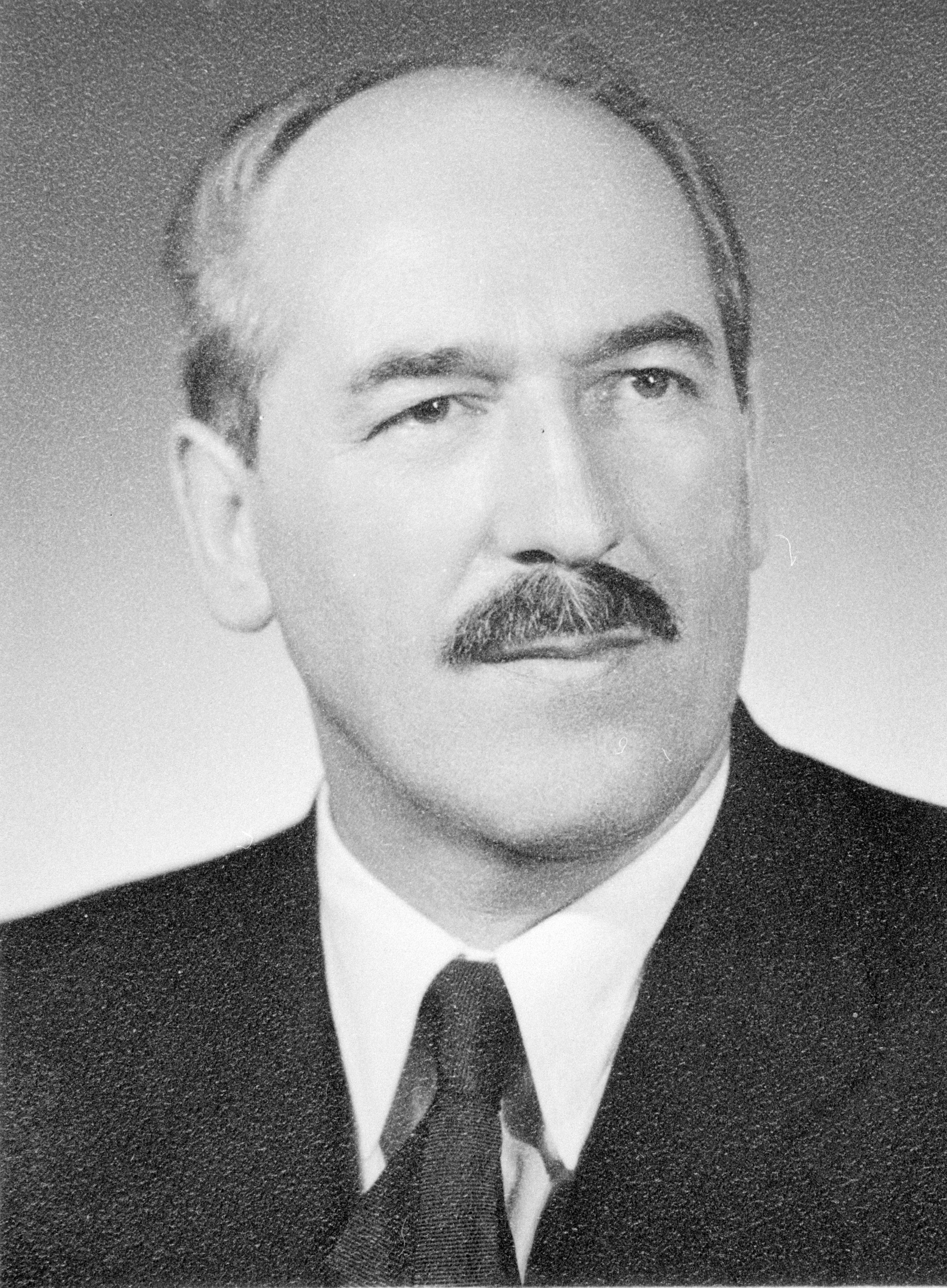
Pius Moosbrugger

Um 1890 begannen sich auch in Vorarlberg sozialistische Gruppen zu bilden. Die Sozialdemokratische Arbeiterpartei (SDAP) hatte sich an der Jahreswende 1888/1889 am Parteitag vom 30. Dezember 1888 bis zum 1. Jänner 1889 im niederösterreichischen Hainfeld gegründet (siehe: Hainfelder Programm). Bereits am 17. April 1887 hatten sich in Bregenz im Restaurant Forster auf Initiative des Schneiders Georg Hackl vier- bis fünfhundert Sozialisten zur ersten politischen Versammlung der Vorarlberger Arbeiter getroffen, einen Vorstand, Schriftführer, Ordner gewählt, Debatten und Abstimmungen geführt. Zum Präsidenten der Versammlung war der Schustergehilfe Maritschnigg gewählt worden, Hauptredner war der Schuster Eduard Protiva aus Schüttenhofen in Böhmen. Der Sohn von Kaspar Moosbrugger, Jakob Moosbrugger, begann in Nüziders eine sozialistische Bewegung aufzubauen und der Enkel von Kaspar Moosbrugger, Pius Moosbrugger, war dann nach dem Zweiten Weltkrieg Vizepräsident des Landtages. Kaspar Moosbrugger war 1890 bereits pensioniert und trat nur noch wenig publizistisch in Erscheinung. Als am 1. Mai 1890 erstmals auch in Vorarlberg der Tag der Arbeit begangen werden sollte, wurde von der Obrigkeit vorsorglich zwei Kompanien des 6. Tiroler Jägerbataillons angefordert. Aufgrund der Restriktionen der Behörden und Verbote von Arbeitgebern mit Androhung von Entlassungen, wurde die erste 1.-Mai-Feier in Vorarlberg daher nur in kleinem Rahmen und ohne größere Demonstrationen abgehalten. Aufgrund eines Aufrufes vom 4. September 1890 von Ignaz Saska und Genossen in der Brünner „Arbeiterstimme“ wurde am 28. September 1890 in Telfs im Gasthaus zur Traube eine sozialistische Landesorganisation für Tirol und Vorarlberg konstituiert. Im selben Jahr wurde auch in Rankweil eine Ortsgruppe von Franz Mathis, Alois Märk und Philipp Knecht mit anderen Handwerksgesellen gegründet. Am 25. Januar 1893 wurde in Vorarlberg die Bildung eines Politischen Vereins für Vorarlberg von der Behörde genehmigt, der ein Teil der SDAP-Landesorganisation für Tirol und Vorarlberg war und der direkte Vorläufer der eigenständigen SDAP-Landesorganisation Vorarlberg, die sich 1899 bildete. Dieser politische Verein stand unter strenger Überwachung durch die Behörden. Treibende Kräfte der Sozialisten in Vorarlberg waren zu dieser Zeit der Tischler Johann Coufal (* 1847 in Teschetitz, † 1898) und der Tiroler Schlosser Ignaz Leimgruber. Coufal wurde wegen seiner sozialistischen Tätigkeit mehrfach verurteilt und eingesperrt. Am 28. Oktober 1893 wurde in Hard der Arbeiter-Fortbildungsverein von Honoratioren vor Ort und unter Beteiligung von Ignaz Leimgruber und Arbeitern in Hard, gegründet und 1894 bereits konnten nach der Wahl zwei sozialistische Vertreter in die Gemeindevertretung einziehen. Nach 1895 begann sich Leimgruber aus der Politik zurückzuziehen und war in zwielichtige Geschäfte verwickelt.
Die immer stärker werdenden sozialistischen Bestrebungen wurden weiterhin sehr kritisch von der Polizei und Obrigkeit gesehen und auch bei den Unternehmern zu unterbinden versucht. So wurden z. B. bei der Firma Getzner in Bludenz zwei Arbeiter die sofortigen Kündigung angedroht, wenn sie nicht sofort aus der SDAP austreten und weil sie am sozialistischen Parteitag in Telfs zu Pfingsten 1893 teilgenommen hatten, denn aufgeklärte Arbeiter könne man nicht brauchen. Es wurde auch immer wieder versucht den Sozialisten die Nutzung von Lokalen in Versammlungsorten zu verunmöglichen.
1895 bestanden in Vorarlberg sieben Arbeiterbildungsvereine (1900: 9) und vier Gewerkschaften mit zehn Ortsgruppen:
| Gewerkschaften im Jahr: | Ortsgruppen | Mitglieder |
| ----------------------- | ----------- | ---------- |
| 1895                    | 10          | ?          |
| 1900                    | 13          | 563        |
| 1905                    | 26          | 896        |
| 1906                    | 27          | 869        |
| 1907                    | 26 (33)     | 1324       |
| 1908                    | 37 (46)     | 1602       |
| 1909                    | 38 (44)     | 1268       |
| 1910                    | 45          | 1411       |
| 1911                    | 41 (47)     | 1276       |
| 1912                    | 42 (45)     | 1171       |
| 1913                    | 43          | 1121       |
| 1914                    | 23          | 597        |
| 1915                    | 14          | 524        |

1895 wurde in Dornbirn die erste Gewerkschaft im Bereich der Textilindustrie ins Leben gerufen und hatte bis zum Jahresende 34 Mitglieder. Der Anteil von Frauen in der gesamten Gewerkschaftsbewegung als auch als einfache Mitglieder war, obwohl Frauen oftmals in bestimmten Brachen (z. B. Textilindustrie) die Mehrheit der Beschäftigten stellten, lange Zeit im einstelligen Prozentbereich.
1897 wurden von Theresa Nötscher politische Versammlungen in Dornbirn, Lustenau und Hohenems organisiert. Die Veranstaltung in Hohenems wurde von „Christlichsozialen“ gesprengt. Am 1. April 1899 löste sich die Vorarlberger sozialistische Partei von der Landesorganisation Tirol und Vorarlberg und wurde eigenständig. Bereits am 25. März 1899 war die erste Landeskonferenz abgehalten worden. Anlässlich der zweiten Landeskonferenz am 21. Januar 1900 wurde beschlossen, einen Parteisekretär anzustellen und wurde im Mai 1900 das Sekretariat eröffnet. Erster angestellter Partei- und Gewerkschaftssekretär wurde Franz Pechota.
Die Arbeiterbildungsvereine wurden um die Jahrhundertwende in die Organisation der sozialistischen Partei übergeleitet. Die sozialistischen Gewerkschaften erhielten durch christlich-konservative Gewerkschaften (z. B. den Gutenberg-Bund) Konkurrenz, jedoch hatten auch die christlich-sozialen bzw. christlich-konservativen Gewerkschaften in Vorarlberg mit einem Desinteresse der Arbeiterschaft zu kämpfen. Neben der sozialistischen Partei bestanden weiterhin Geselligkeits-, Sport-, Gesangsvereine, Frauenorganisationen und Jugendorganisationen. Sitz der Landespartei war ursprünglich Dornbirn (außer kurz 1902, Bregenz) das Parteilokal das Gasthaus "Hofauer" in der Schmelzhütterstraße, dann das Gasthaus "Anker" und später der "Sägerhof".
Die sozialistische Partei in Vorarlberg tat sich immer schwer, eine Massenbewegung zu werden. Grund dafür lag in der konservativ-christlichen Ausrichtung der meist bäuerlichen Arbeiterschaft, dem beherrschenden Einfluss der katholischen Kirche, die auch soziale Frage ernst nahm und die Konkurrenz, die aus der sozialistischen Bewegung für sie entstand frühzeitig erkannte, die teilweise vorhandenen sozial ausgerichteten Unternehmerfamilien und auch eigene interne Querelen in der Partei und die Führung durch politisch und moralisch unzulängliche Personen. Nachdem 1906 das allgemeine, gleich, direkte und geheime Wahlrecht für Männer eingeführt worden war und 1907 die Reichsratswahlen anstanden, wurde von "christlichsozialer" Seite und dem Klerus in Vorarlberg aktiv gegen die Sozialdemokratie agiert. So habe der Pfarrer von Dornbirn-Haselstauden von der Kanzel verkündet, dass es fraglich sei, ob ein Wähler, der sozialdemokratisch stimme, in den Himmel komme. Der Frühmesser von Bürs habe verkündet, dass jeder eine Todsünde begehen, der am 14. Mai 1907 sozialdemokratisch wähle.

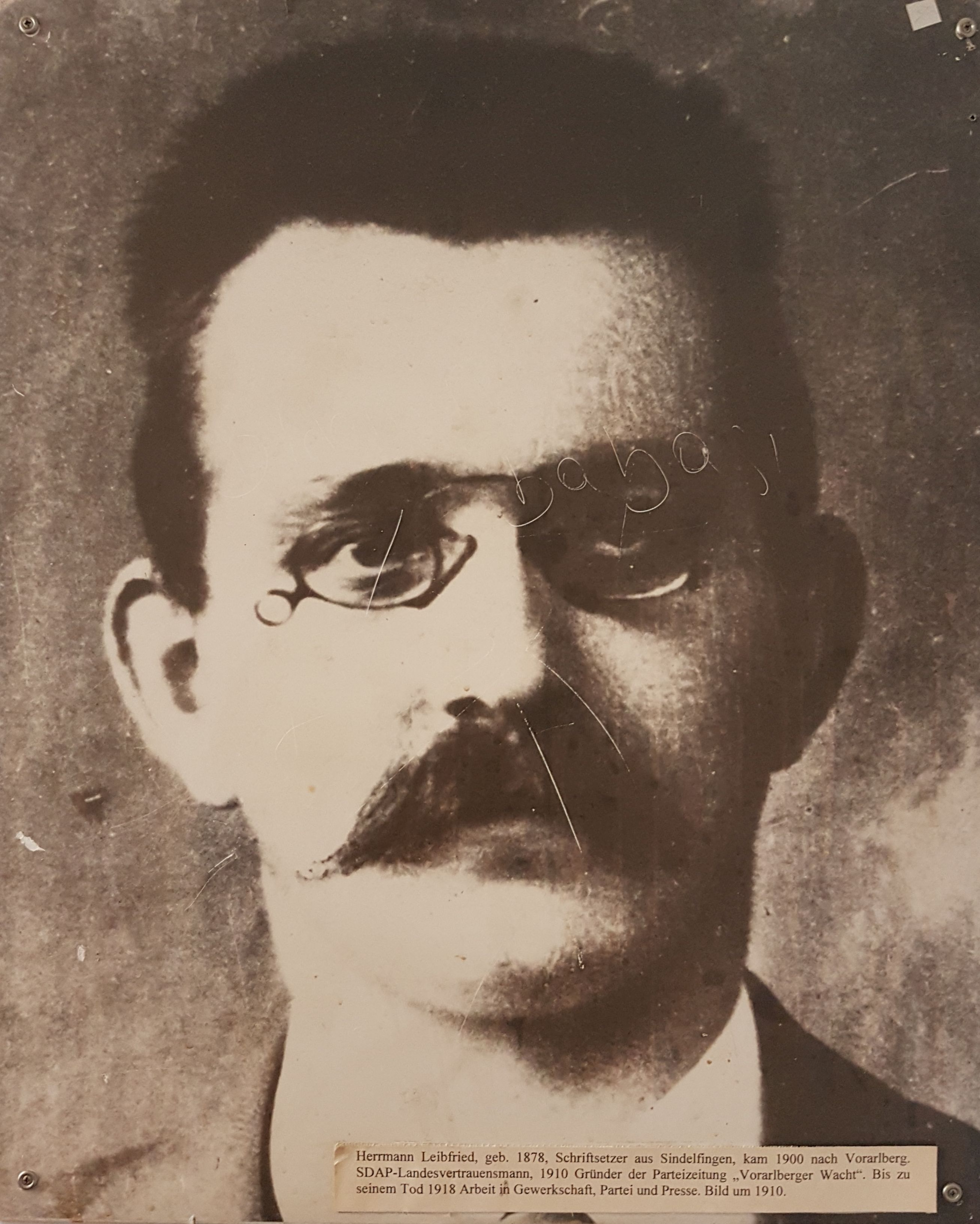
Hermann Leibfried (um 1900)

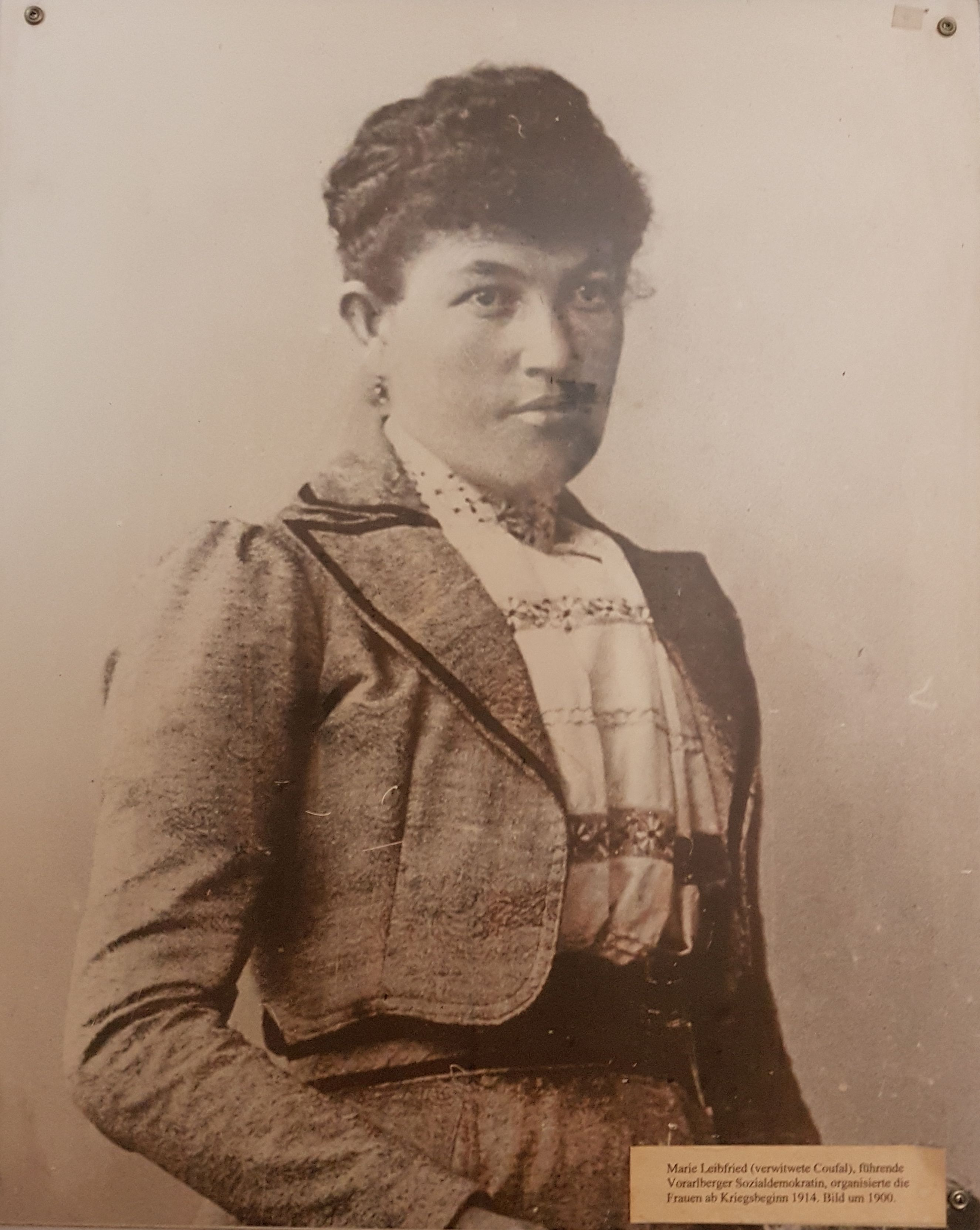
Maria Leibfried (um 1900)

Die Stimmen für die sozialistische Partei standen jedoch dann nicht im Zusammenhang mit der Mitgliederzahl und sie konnte trotz der Widerstände sehr beachtliche Erfolge im Land erreichen und überflügelte nach 1911 in vielen Gemeinden die Liberalen bzw. deutsch–freisinnige Partei bei den Reichsratswahlen, kam aber an die Erfolge der christlich-konservativen bzw. christlich-sozialen Partei nicht heran. In den Landtags- und Gemeindewahlen wurden Erfolge durch das Wahlsystem (Kurienwahlrecht, Mehrheitswahlrecht, Ansässigkeitserfordernisse und anderes mehr) verhindert. Vor 1918 waren die Sozialisten im Vorarlberger Landtag daher nicht vertreten.
Erster Partei- und Gewerkschaftssekretär war Johann Coufal, der von 1892 bis zu seinem Tod die Partei leitete. Danach führte vermutlich Ignaz Leimgruber die Partei, gefolgt von Franz Pechota ab 1900, der fest angestellt war. Zwischen 1903 und 1906 war die Partei ohne eigentliche Führung und wurde dann vom 1. Februar 1906 bis 1911 (oder 1913) vom Tiroler Eduard Ertl geleitet. 1912 von Herrmann Leibfried (1878–11. Oktober 1918).

### Erster Weltkrieg
Anton Linder kam 1914 nach Vorarlberg und arbeitete hier ab dem 17. März 1914 fest angestellt als Partei- und Gewerkschaftssekretär, wurde aber bereits im August 1914 im Zuge der allgemeinen Mobilmachung nach Wien beordert. Während der Zeit des Ersten Weltkriegs übernahm wieder Herrmann Leibfried die Führung der Partei. Anton Linder kam nach dem Ersten Weltkrieg wieder zurück und war rührig für die sozialistische Idee tätig. Wichtige Vertreter der SDAP in Vorarlberg waren auch Fritz Preiß, Johann Mayer (aka: Sozi-Mayer, Großvater von Fritz Mayer), Maria Leibfried-Brüstle und andere. Der Höchster Sozialist Adelreich Nagel (* 1879) wurde 1914 festgenommen und wegen Majestätsbeleidigung zu drei Monaten schweren Kerker verurteilt, weil er den Attentätern von Sarajevo Beifall gezollt haben soll. Der inzwischen pensionierte Gerichtsadjunkt Kaspar Moosbrugger, der auch gegen den Ersten Weltkrieg eingestellt war, wurde, weil er vor jungen Bregenzerwälder Reservisten gegen den Krieg sprach, von der Gendarmerie in Schutzhaft genommen und in das Landesgericht Feldkirch eingeliefert. Es wurde jedoch bei ihm von einem Hochverratsprozess abgesehen und Moosbrugger nur unter Hausarrest gestellt.
Auch in der sozialistischen Partei in Vorarlberg hielt sich die Kriegsbegeisterung in engen Grenzen. Die SDAP in Vorarlberg war während des Ersten Weltkriegs kritisch und unbequem, stand unter andauernder obrigkeitlicher Beobachtung, war jedoch nicht grundsätzlich für eine marxistische Revolution oder Abschaffung der Monarchie in Österreich. Die Vorarlberger Wacht wurde stark zensuriert und teilweise wochenlang behördlich wegen ihrer kritischen Stellungnahmen eingestellt. Erst am 8. Januar 1918 wurde in der Vorarlberger Wacht, dem Parteiorgan der SDAP in Vorarlberg, die Abschaffung der Monarchie gefordert.
Die Arbeitslosigkeit und die Lebensmittelknappheit sowie die fehlenden Männer in den sozialdemokratischen Bewegungen führte zu einem Erstarken der sozialistischen Frauenorganisationen und deren Beteiligung in der Partei und den Nebenorganisationen. Es entstanden neue Ortsgruppen (z. B. in Lustenau und Rankweil). Obfrau der Frauensektion in Rankweil wurde die Mohrenwirtin Maria Turek, die auch gleichzeitig zur Landesvertrauensfrau wurde. Nach ihr wurde Maria Leibfried Landesvertrauensfrau, die Lustenauerin Stefanie Hollenstein und die Dornbirnerin Therese Pazont. Das Parteisekretariat wurde in der Kriegsnot zu einer hochfrequentierten Service- und Beratungsstelle und Hermann Leibfried musste auch diese Aufgaben übernehmen. Die 1. Mai-Feier 1917 stand ganz im Zeichen der Frage nach Frieden, der Februarrevolution in Russland und war massenhaft von Frauen besucht. Viele Sozialdemokraten traten bereits damals entschieden für eine Teilhabe von Frauen am politischen Leben ein, es gab aber auch große persönliche Widerstände von führenden und einfachen Sozialdemokraten.

### Zwischenkriegszeit
Am 5. Dezember 1919 beschloss der von der Christlichsozialen Partei dominierte Landtag in Vorarlberg, aus politischem Kalkül, die Landesregierung zu ermächtigen, das Selbstbestimmungsrecht der Völker nicht nur bei der österreichischen Regierung in Wien, sondern auch, wenn erforderlich, beim Obersten Rat in Paris und beim Völkerbund einzufordern. Die fünf sozialistischen Abgeordneten verließen demonstrativ bei dieser Abstimmung den Saal aus Treue zum republikanischen Staat. Der Anschlussparagraph wurde jedoch erst 1933 aus dem Parteiprogramm der SDAP gestrichen (nach der Machtergreifung Hitlers in Deutschland).
Ab dem 30. April 1919 wurden aktiv paramilitärische Volksmilizen von der Vorarlberger Landesregierung gegen sozialistische Bestrebungen genehmigt und gefördert und mit Waffen (Gewehren und Maschinengewehren) ausgerüstet bzw. deren Ausrüstung gebilligt. Diese Volksmilizen standen unter der Leitung des Landeshauptmannes Otto Ender. Im Sommer 1920 hatten diese Volksmilizen etwa 3000 Mitglieder, während das Bundesheer in Vorarlberg nur 800 Soldaten unter Waffen hatte. Diese Volksmilizen wurden vor allem durch die Industrie in Vorarlberg finanziert, aus ihnen gingen in weiterer Folge die Heimwehren hervor. Der später von den Sozialisten als Gegengewicht auch in Vorarlberg gegründete Republikanische Schutzbund war sowohl im Hinblick auf die Finanzierung, die Mannstärke als auch an Bewaffnung weit unterlegen und spielte de facto niemals eine politische Rolle. Zu einem relevanten gewaltsamen Zusammenstoss zwischen Heimwehren und dem Schutzbund kam es in Vorarlberg nicht.
Bei der ersten Wahl zur Arbeiterkammer 1921 wurde in Vorarlberg der Sozialist Wilhelm Siess gewählt. 1934 wurde mit einem autoritären, an ständestaatlichen und faschistischen Ideen orientierten Herrschaftssystem, das sich teilweise stark an die Diktatur Benito Mussolinis in Italien anlehnte, dem sogenannten Ständestaat (auch: Austrofaschismus), die SDAP verboten, auch einige Vorarlberger Sozialisten inhaftiert, in die Emigration oder Illegalität getrieben. Mit dem Anschluss Österreichs 1938 wurden viele Sozialisten zu Widerstandskämpfern gegen die nationalsozialistische Diktatur.

### Nach dem Zweiten Weltkrieg
Die SPÖ Vorarlberg wurde im Herbst des Jahres 1945 neu gegründet, nachdem Vorarlberg im Mai von den Alliierten von der nationalsozialistischen Diktatur befreit worden war. Am 9. Oktober 1945 erhielten die drei zu dieser Zeit staatstragenden Parteien (neben der Sozialistischen Partei auch die Österreichische Volkspartei und die Kommunistische Partei Österreichs) von der französischen Militärregierung Vorarlbergs die Bewilligung zur Parteigründung. Erster Parteiobmann der SPÖ Vorarlberg wurde Jakob Bertsch, der in weiterer Folge zur Bildung einer Konzentrationsregierung in den Vorarlberger Landesausschuß berufen wurde. Größtenteils waren die Mitglieder der bis 1991 als Sozialistische Partei bezeichneten SPÖ ehemalige Mitglieder der 1934 verbotenen Sozialdemokratischen Arbeiterpartei.
Bei der ersten freien Landtagswahl am 25. November 1945 konnte die Sozialistische Partei mit 27,3 % der Stimmen 7 von 26 Mandaten im Vorarlberger Landtag erreichen. Das beste Ergebnis bei einer Landtagswahl erreichten die Sozialisten bei der Landtagswahl 1964 unter Parteiobmann Franz Katzengruber, als mit 29,54 % der Stimmen 10 von 36 Sitzen im Landtag an sie gingen.
Der Ausbau der direkten Demokratie gehörte seit den 1950er Jahren zum besonderen Anliegen der SPÖ Vorarlberg. Sie initiierte die erste Volksabstimmung in Vorarlberg, welche am 31. März 1957 über das vom Vorarlberger Landtag beschlossene Betriebsaktionenverbotsgesetz stattfand. Das Gesetz fand dann auch nicht die Zustimmung der Mehrheit der Landesbürger (68 % Nein-Stimmen). Auch das erste Volksbegehren in Vorarlberg wurde von der SPÖ eingeleitet.
Die Fußachaffäre 1964 (Schiffstaufe des Motorschiffs Vorarlberg) hatte für die SPÖ Vorarlberg sehr negative Auswirkungen, obwohl sie an der ursprünglich geplanten Namensgebung für das Schiff Dr. Karl Renner durch die österreichische Bundesregierung gar nicht involviert war und selbst teilweise für die Namensgebung „Vorarlberg“ eintrat.
Bis 1974 war die SPÖ Vorarlberg in einer Konzentrationsregierung mit ÖVP und FPÖ Mitglied der Vorarlberger Landesregierung. Ein Grund für den Ausschluss der Vorarlberger Sozialisten bei den Regierungsverhandlungen 1974 waren der vorausgegangene Landtagswahlkampf, bei dem die SPÖ unter Landesrat Ernst Winder einen kontroversiellen Wahlkampf gegen den amtierenden Landeshauptmann Keßler führte. Bereits zuvor war es immer wieder in der Regierungsarbeit dazu gekommen, dass zwischen Kessler und Winder Konflikte bestanden, so wurden Winder z. B. im Oktober 1973 Unterlagen für seine Tätigkeit verweigert und dieser musste mit seinem Rücktritt drohen.
Trotz dieses Wahlkampfes der Sozialisten versuchte Landeshauptmann Keßler als bekennender Anhänger der Konzentrationsregierung bis zum Schluss, ein Mitglied der SPÖ Vorarlberg in die Regierung zu holen, was am Ende am Festhalten der Vorarlberger Sozialisten an der Person Ernst Winder scheiterte. Die Vorarlberger Nachrichten kritisierten die Entscheidung der ÖVP-Führung, die SPÖ-Vorarlberg in die Opposition zu drängen und noch zwei Jahre später empfanden 56 % der Vorarlberger diese Entscheidung der ÖVP-Führung als falsch und die weiteren Wahlen 1975 (absolute Mehrheit für Fritz Mayer (SPÖ) in Bregenz und Zweidrittelmehrheit für Hermann Stecher (SPÖ) in Bludenz sowie das Hinzugewinnen eines zweiten SPÖ-Nationalratsmandats) gaben dieser Einschätzung recht.
Als Minderheitenfraktion seit 1974 forderte die SPÖ Vorarlberg massiv den Ausbau der Kontrollrechte, es dauerte aber 20 Jahre, bis dies in wesentlichen Teilen umgesetzt und z. B. der spätere Landesrechnungshof gegründet wurde. Bereits in den 1960er Jahren wurde von der SPÖ Vorarlberg ein Ombudsmann gefordert, jedoch erst 1985 die Landesvolksanwaltschaft eingerichtet. Eine einschneidende Konfrontation mit der Regierungspartei ÖVP war das sogenannte Sicherheitsgesetz (1975), das gegen den Willen der Opposition umgesetzt wurde und in weiterer Folge vom österreichischen Verfassungsgerichtshof, wie von der SPÖ Vorarlberg vorhergesagt, in den wesentlichen Punkten aufgehoben wurde.
Eine wesentliche Forderung der SPÖ Vorarlberg, den Zensurparagraphen im Vorarlberger Lichtspielgesetz aufzuheben und auf eine Vorzensur zu verzichten, wurde Jahrzehntelang nicht umgesetzt, obwohl es immer wieder zu medialer Aufmerksamkeit kam, weil in Vorarlberg Filme verboten wurden, die in anderen Bundesländern sogar Auszeichnungen erhielten. So wurde z. B. 1964 der Film Irma la Douce in Vorarlberg mit einem Aufführungsverbot belegt und 1965 Der Reigen von Arthur Schnitzler. Alleine vom Januar 1970 bis März 1970 wurden in Vorarlberg sieben Filme mit einem Aufführungsverbot belegt. Im Mai 1970 brachte Ernst Winder dann eine Resolution zur vollständigen Abschaffung der Filmzensur in Vorarlberg ein, die jedoch von ÖVP und FPÖ abgelehnt wurde, wobei insbesondere Bertram Jäger die weitere Filmzensur als notwendig verteidigte. Auch als 1983 ein neues Lichtspielgesetz verabschiedet werden sollte, wurde an der Filmzensur als notwendig für einen „geistigen Umweltschutz“ (so der Landeshauptmann Herbert Keßler) festgehalten, jedoch war dann zumindest die FPÖ (obwohl Koalitionspartner der ÖVP) nicht mehr für diese Beibehaltung.
Die Gründung der grün-alternativen Parteien und deren Antreten zur Wahl 1984 auch in Vorarlberg ging wesentlich auf Kosten der Wählerstimmen der Vorarlberger SPÖ, obwohl die SPÖ Vorarlberg bereits zuvor beim Kernkraftwerk Rüthi und dem Atomkraftwerk Zwentendorf ein sehr weit entwickeltes Umweltbewusstsein zeigte.
Die SPÖ Vorarlberg war seit Anbeginn eine Verfechterin des Beitritts zur Europäischen Union. Auf Grundlage der Vorarbeiten, Vorschläge und Forderungen von Herbert Bösch, der seit dem Beitritt Österreichs dem Europäischen Parlament angehörte, wurde eine unabhängige europäische Anti-Betrugs-Behörde (OLAF) geschaffen.

### Nach der Landtagswahl 2009
Ein schlechtes Wahlergebnis wurde im Jahr 2009 erzielt, als bei der Landtagswahl am 20. September 2009 lediglich 10,02 % der Wähler der SPÖ ihre Stimme gaben und die Partei damit nur noch 3 von 36 Mandaten erhielt.
Anlässlich des 41. Parteitages der Landes-SPÖ am 4. November 2011 in Wolfurt wurde eine neue Grundlage für die politische Arbeit der Vorarlberger SPÖ in den kommenden Jahren angenommen. Unter dem Titel Ländle Gerecht. 10 Punkte für Vorarlberg enthielt dieses Programm nach Angaben des Parteivorsitzenden Michael Ritsch ein Maßnahmenpaket „für mehr Gerechtigkeit in Vorarlberg“.
Die SPÖ Vorarlberg fuhr bei der folgenden Landtagswahl 2014 mit 8,77 % trotzdem das schlechteste Ergebnis seit 1945 ein. Die drei Mandate von 2009 – und damit Klubstärke – konnte sie zwar halten, rutschte durch das schlechte Wahlergebnis allerdings erstmals in der Geschichte unter zehn Prozent Stimmenanteil.
Im Juni 2018 wurde Martin Staudinger vom erweiterten Landesparteivorstand als Nachfolger für Landesparteiobfrau Gabriele Sprickler-Falschlunger nominiert. Er wurde auch als Spitzenkandidat für die Landtagswahl in Vorarlberg 2019 nominiert. Am 20. September 2018 wählten die Delegierten des Landesparteitags Staudinger zum Landesparteiobmann und fixierten ihn zugleich als Spitzenkandidaten für die Landtagswahl im darauffolgenden Jahr. Eine Auswahl weiterer Kandidat bestand nicht. Bei der Landtagswahl selbst konnten die Vorarlberger Sozialdemokraten erstmals seit 15 Jahren wieder leichte Zugewinne erzielen: Zwar blieben sie mit dem Wahlergebnis von 9,46 Prozent der gültigen Stimmen erneut unter der 10-Prozent-Marke, erreichten aber ein viertes Landtagsmandat.
Nach einer schweren parteiinternen Krise, die im Streit um die Nachfolge von Martin Staudinger als Landesparteivorsitzender entbrannte, wurde Sprickler-Falschlunger am 16. Oktober 2021 abermals zur Landesparteiobfrau gewählt. Dem war ein interner Konflikt darüber vorausgegangen, ob Klubobmann Thomas Hopfner, der von Staudinger zuvor bereits ohne Rücksprache mit anderen Parteifunktionären als sein Nachfolger vorgeschlagen worden war, Parteivorsitzender werden sollte. Die Auseinandersetzungen gipfelten in einer Strafanzeige gegen Hopfner durch einen Parteifreund, der ihm vorwarf, ein Telefongespräch mit dem Bregenzer Bürgermeister Michael Ritsch ohne dessen Wissen aufgezeichnet zu haben (die sogenannte „Abhör-Affäre“). Hopfner selbst erklärte er mit 29. November 2021 seinen Rücktritt von der Funktion des SPÖ-Klubvorsitzenden im Landtag und seinen Parteiaustritt aus der SPÖ Vorarlberg.

## Parteiobleute seit 1945
- Jakob Bertsch (1945–1957)
- Josef Schoder (1957–1961)
- Franz Katzengruber (1961–1966)
- Roman Heinz (1966–1976)
- Fritz Mayer (1976–1988)
- Arnulf Häfele (1988–1993)
- Karl Falschlunger (1993–1995)
- Elmar Mayer (1995–1999)
- Manfred Lackner (1999–2003)
- Elke Sader (2003–2007)
- Michael Ritsch (2007–2016)
- Gabriele Sprickler-Falschlunger (2016–2018)
- Martin Staudinger[80] (2018–2021)
- Gabriele Sprickler-Falschlunger[84] (2021–2023)
- Mario Leiter (designiert im Juni 2023, gewählt im Oktober 2023)[87][88][89]

## Mitgliederentwicklung
Die Anzahl der Mitglieder der SPÖ Vorarlberg spiegelt die politische Bedeutung der Partei im Land wider:
- 1893: 62
- 1894: 122[90]
- 1899: 1024[7][91][92]
- 1907: etwa 700
- 1908: etwa 900
- 1913: etwa 1000[93]
- 1919: 3417[94]
- 1920: 3417
- 1923: 2629
- 1927: 2717
- 1928: 2976
- 1929: 3158
- 1930: 2758
- 1932: 2216
- 1945: 2415
- 1946: 4010
- 1954: 3400
- 1964: 5503
- 1965: 5241
- 1970: 4891
- 1972: 5296[95][96]

## Publikationsorgane und Publikationen

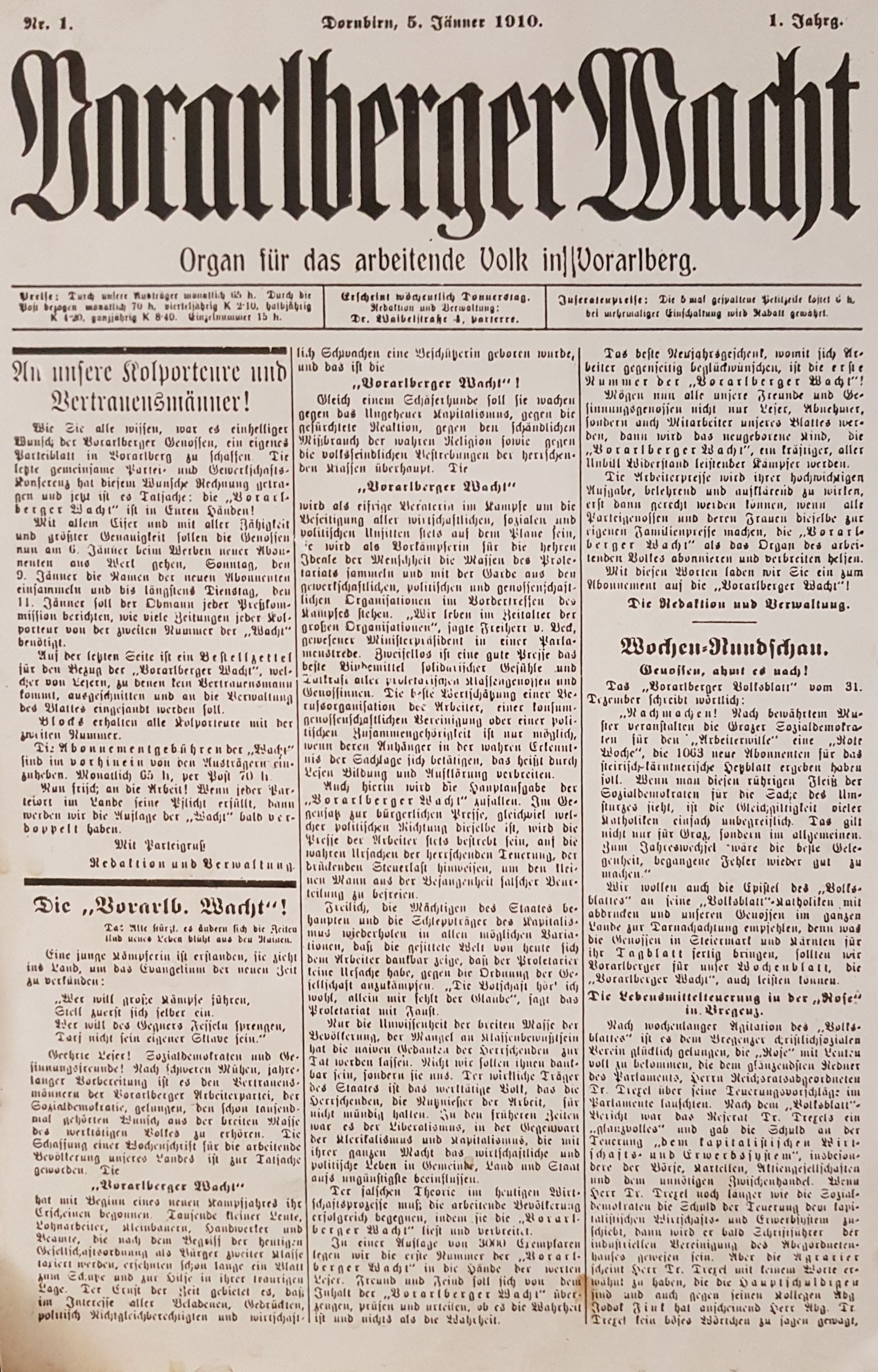
Erstausgabe der Vorarlberger Wacht

Anlässlich der zu Pfingsten 1893 in Innsbruck stattgefundenen ersten Landeskonferenz der Sozialisten Tirols und Vorarlbergs wurde beschlossen, die seit 1892 von Ignaz Saska verlegte Volkszeitung (Innsbruck) als offizielles Parteiorgan zu verwenden.
1910 wurde die sozialistische Zeitung Vorarlberger Wacht gegründet und in der Anfangszeit vor allem vom engagierten Sozialisten und Schriftsetzer Hermann Leibfried (1878–11. Oktober 1918) geprägt. Leibfried musste sich sehr untergriffigen Anschuldigungen aussetzen lassen. So bezeichnete ihn das Vorarlberger Volksblatt während des Wahlkampfes 1907 als fremden, jüdischen Sozialdemokraten schlimmster Sorte und obwohl die Sachlage klar war, wurde der verantwortliche Redakteur des Volksblattes, Wilhelm Fritz, von den Geschworenen im Gerichtsverfahren freigesprochen. Zum Jahreswechsel 1912/1913 versuchte die Gemeinde Dornbirn Hermann Leibfried wegen bescholtenem Lebenswandel auszuweisen. Leibfried lebte seit Jahren mit der Witwe von Johann Coufal (Maria) zusammen und hatte mit ihr zwei Kinder. Die versuchte Ausweisung, die schlussendlich fehlschlug, hatte politische Motive und sollten ein Weitererscheinen der Vorarlberger Wacht verunmöglichen. 1914 heiratete Hermann Leibfried Maria Coufal. Nach dem Verbot der Sozialdemokratischen Partei wurde die politische Orientierung der Zeitung ab dem 20. Februar 1934 an das Regime der Vaterländischen Front angepasst (Austrofaschismus). Nach der Machtübernahme der Nationalsozialisten in Österreich wurde die Vorarlberger Wacht mit der Ausgabe vom 12. März 1938 eingestellt.
Am 15. November 1945 wurde der Vorarlberger Volkswille, die sozialistische Zeitung der SPÖ Vorarlberg, erstmals herausgegeben. Die Zeitung wurde bereits 1957 wieder eingestellt.
Die Aufarbeitung der Geschichte der SPÖ Vorarlberg auch im Hinblick auf die Zeit während des Nationalsozialismus erfolgte durch den Historiker Werner Bundschuh in „Über freier Erde leuchtet wieder die Sonne der Freiheit“. Die SPÖ-Landesorganisation Vorarlberg nach 1945 (2005), maßgeblich auf Initiative von Hubert Lötsch, dem damaligen Landesstellenleiter des Dr.-Karl-Renner-Institutes.